# آاگ دی.۱

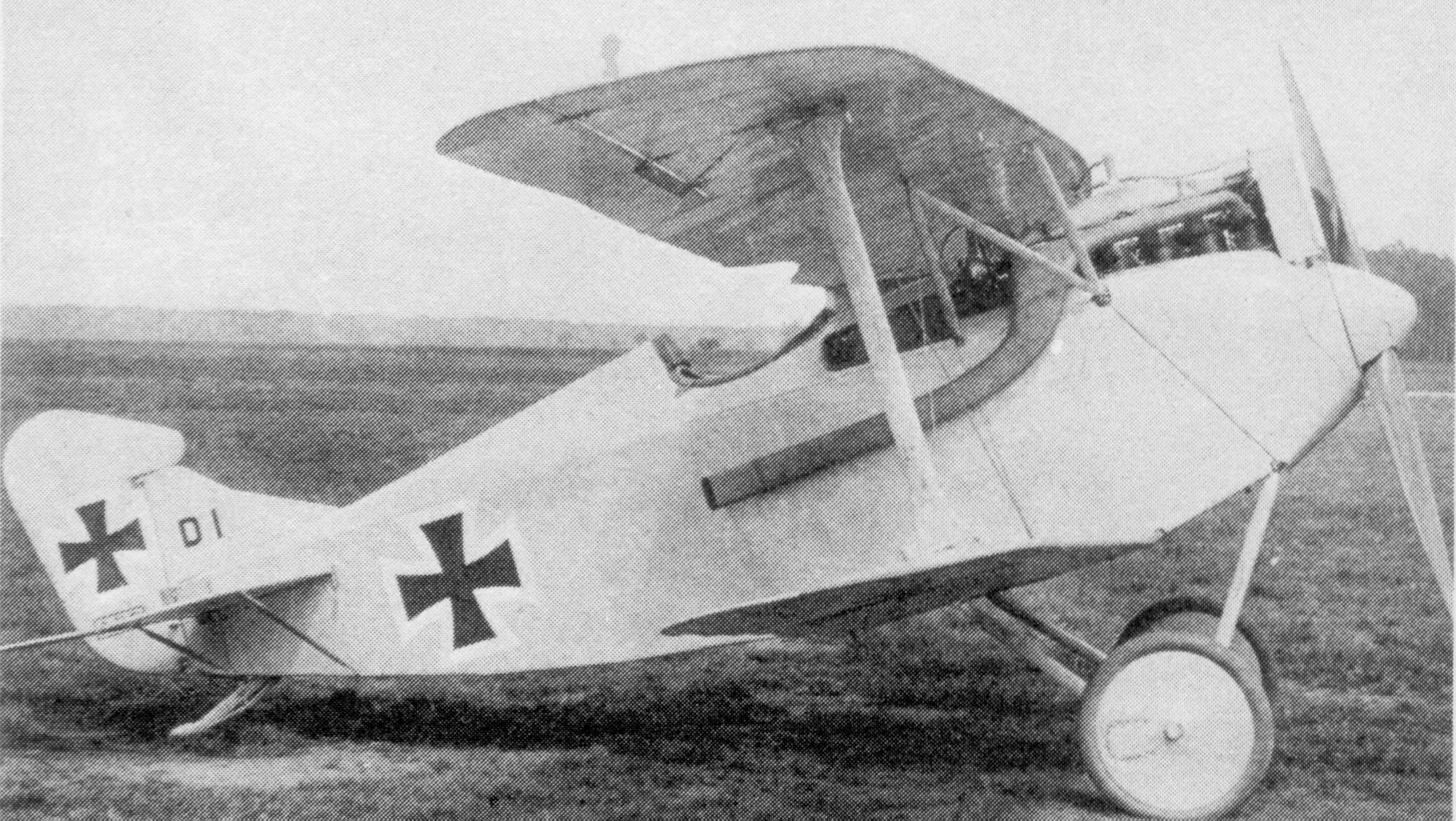
نمایی از یک هواگرد «آاگ دی.۱» در طول جنگ جهانی اول - ۱۹۱۷

آاگ دی.۱ (به انگلیسی: AEG D.I) یک هواگرد ساختِ کارخانهٔ آاگ در کشور امپراتوری آلمان است. این هواگرد برای نخستین بار در ۱ مه ۱۹۱۷ میلادی مورد استفاده قرار گرفت.